# راتکاو
راتکاو (به آلمانی: Ratekau) یک شهر در آلمان است که در استهلشتاین واقع شده‌است. راتکاو ۱۵٬۷۵۰ نفر جمعیت دارد.